# Петър Илиев
Петър Христов Илиев е български офицер и военен деец, както от Царство България, така и от Народна Република България, генерал-лейтенант. Той е сред малкото български действащи офицери преди 9 септември 1944 г., които са членове на БКП, дотогава намираща се в нелегалност. Участва в комунистическото съпротивително движение по време на Втората световна война, главен участник в Деветосептемврийския преврат от 1944 г. и във водената след това Отечествена война на България против Нацистка Германия от 1944 – 1945 г.

## Биография
Петър Илиев е роден на 30 ноември 1910 г. в Кюстендил. Родът му е от босилеградското село Назърица. Завършва средно образование в родния си град. Член е на БКМС от 1926 г. и на БКП от 1936 г.
През 1929 г. постъпва в ШЗО, където участва в дейността на нелегалните групи. От 1930 до 1933 г. учи във Военното училище. Завършва Военна академия (1939 – 1943). Действуващ армейски офицер през периода от 1934 и към 9 септември 1944 г.
През 1933 година след завършване на Военното училище постъпва в Първи пехотен софийски полк като командир на взвод. Като такъв взима участие в преврата на 19 май 1934 година, когато е изпратен с взвода си да заеме позиция на Орлов мост. През 1936 година е назначен за началник на служба „Продуч“ (служба за борба с противодържавните учения) в Първи пехотен полк на който пост остава до 1942 година и спасява много войници и подофицери участващи в нелегалната организация на Отечествения фронт в Българската армия. През 1938 г. е назначен на служба в рота бойни коли, по-късно същата година е назначен обратно в 1-ви пехотен софийски полк. От 1940 г. служи в 13-и пехотен тилски полк. През 1939 – 1941 година е изпращан няколко пъти в Единадесети пехотен сливенски полк като командир на взвод на българо-турската граница. През 1942 – 1943 година е офицер в щаба на Втора българска армия. През 1943 година завършва Военната академия „Г.С.Раковски“ в София и през 1943 – 1944 година служи в специална секция на Министерство на войната където го заварва 9 септември 1944 г.
Още като млад офицер Илиев се свързва с комунистите, като след 1936 година връзката се осъществява чрез Петър Вранчев. Участва в комунистическото Съпротивително движение по време на Втората световна война. Член на Централната военна комисия при ЦК на БРП (к) (1941 – 1942). Член на Главния щаб (от февруари 1943 г.) и началник-щаб (от февруари 1944 г.) на НОВА. Служи в Министерство на войната от 1939 г. Единственият действуващ офицер от участницте в Деветосептемврийския преврат който преди 9 септември 1944 г. е член на БКП. Взема участие в Деветосептемврийския преврат през 1944 г. След 9 септември 1944 е произведен в Генерал-майор и Генерал-лейтенант (14 септември 1954).
През 1944 г. назначен за офицер за поръчки в Министерството на отбраната, след което по-късно същата година е назначен за началник на канцеларията Управление кадри на МНО, началник на ШЗО, началник на Управление бойна подготовка, заместник-началник на Военната академия и др. От 1945 г. е началник на българската военна мисия при 3-ти украински фронт, а през 1946 г. е назначен за началник-щаб на 4-та армия. Завършва Висшата военна академия на Генералния щаб на въоръжените сили на СССР „Климент Ворошилов“ (1950) и така става заедно с генерал-лейтенант Димитър Попов единствените български офицери служили като действащи такива в армията на Царство България преди и след 9 септември 1944 г. и завършили съветски военни академии.
Военен аташе в СССР (април – септември 1946 и 1965 – 1972). През 1950 г. е разпитван от Държавна сигурност във връзка с предполагаема троцкистка организация, в която участват още Тодор Тошев, Лев Главинчев, Петко Кунин, Крум Лекарски, Стоян Трендафилов, Цоню Ганев и Пецо Трайков. Член на Централната контролно-ревизионна комисия от 1976 г.
Автор на мемоарната книга „В леговището на вълците" (1968, 1983). Кандидат на педагогическите науки.
Награден със званието „Герой на социалистическия труд“ (указ № 2516 от 28 ноември 1980), ордените „Георги Димитров“ (1980 и 1985), „Девети септември 1944 г.“ I степен, „За народна свобода“ I степен, „НРБ“ II степен (1959), I степен (1971). Признат за АБПФК. Удостоен със званието „Почетен гражданин на Кюстендил“ (1983).

## Семейство
Генерал-лейтенант Петър Илиев е женен и има 2 деца.

## Военни звания
- Подпоручик (6 септември 1933)
- Поручик (3 октомври 1936)
- Капитан (6 май 1942)
- Генерал-майор (3 октомври 1940)[6]
- Генерал-лейтенант (14 септември 1954)